# IJshockey op de Olympische Winterspelen 2010
IJshockey is een van de sporten die beoefend werden tijdens de Olympische Winterspelen 2010 in Vancouver. Er waren twee toernooien, een voor de mannen en een voor de vrouwen.
De hoofd accommodatie waar het ijshockey tijdens de Winterspelen plaatsvond was het General Motors Place met plaats voor 18.810 toeschouwers, de tweede accommodatie was het Doug Mitchell Thunderbird Sports Centre met plaats voor 7.200 toeschouwers.

## Opzet
Bij de mannen deden twaalf teams mee aan het toernooi. De teams werden verdeeld in drie groepen van vier teams en de teams speelden in deze groepsfase een keer tegen elk ander team. Na de groepsfase werd een ranglijst van teams opgemaakt. De beste vier landen plaatsten zich voor de kwartfinale, de acht overige landen speelden een extra wedstrijd, waarvan de vier winnaars zich ook voor de kwartfinale plaatsten. De winnaars van de kwartfinale plaatsten zich voor de halve finale. De winnaars daarvan speelden de finale en de verliezers spelden om de bronzen medaille.
Bij de vrouwen deden acht teams mee aan het toernooi. De teams werden verdeeld in twee groepen van vier teams en de teams speelden in deze groepsfase een keer tegen elk ander team. De beste twee teams per groep gingen door naar de halve finale. De winnaars daarvan speelden de finale en de verliezers speelden om de bronzen medaille.

## Kwalificatie
Bij de mannen was de top negen van de IIHF wereldranglijst na het WK 2008 automatisch geplaatst voor het olympisch toernooi, de overige drie deelnemers plaatsten zich via diverse kwalificatietoernooien.
Bij de vrouwen was de top zes van de IIHF wereldranglijst na het WK 2008 automatisch geplaatst voor het olympisch toernooi, de overige twee deelnemers plaatsten zich via diverse kwalificatietoernooien.

## Mannen

### Voorronde

#### Groep A
| Datum       | Lokale tijd | MET   | Land             | Score                        | Land             |
| ----------- | ----------- | ----- | ---------------- | ---------------------------- | ---------------- |
| 16 februari | 12:00       | 21:00 | Verenigde Staten | 3 – 1 (1-0,2-0,0-1)          | Zwitserland      |
| 16 februari | 16:30       | 01:30 | Canada           | 8 – 0 (0-0,3-0,5-0)          | Noorwegen        |
| 18 februari | 12:00       | 21:00 | Verenigde Staten | 6 – 1 (2-0,1-1,3-0)          | Noorwegen        |
| 18 februari | 16:30       | 01:30 | Zwitserland      | 2 – 3 (np) (0-1,2-1,0-0,0-0) | Canada           |
| 20 februari | 12:00       | 21:00 | Noorwegen        | 4 – 5 (nv) (1-1,2-2,1-1,0-1) | Zwitserland      |
| 21 februari | 16:40       | 01:40 | Canada           | 3 – 5 (1-2,1-1,1-2)          | Verenigde Staten |

| Groep A |                  |             |             |             |             |             |            |            |            |        |
| #       | Land             | Wedstrijden | Wedstrijden | Wedstrijden | Wedstrijden | Wedstrijden | Doelpunten | Doelpunten | Doelpunten | Punten |
| #       | Land             | G           | W           | OTW         | OTV         | V           | V          | T          | Saldo      | Punten |
| 1       | Verenigde Staten | 3           | 3           | 0           | 0           | 0           | 14         | 5          | +9         | 9      |
| 2       | Canada           | 3           | 1           | 1           | 0           | 1           | 14         | 7          | +7         | 5      |
| 3       | Zwitserland      | 3           | 0           | 1           | 1           | 1           | 8          | 10         | −2         | 3      |
| 4       | Noorwegen        | 3           | 0           | 0           | 1           | 2           | 5          | 19         | −14        | 1      |

#### Groep B
| Datum       | Lokale tijd | MET   | Land      | Score                        | Land      |
| ----------- | ----------- | ----- | --------- | ---------------------------- | --------- |
| 16 februari | 21:00       | 06:00 | Rusland   | 8 – 2 (3-0,1-0,4-2)          | Letland   |
| 17 februari | 12:00       | 21:00 | Tsjechië  | 3 – 1 (1-0,2-1,0-0)          | Slowakije |
| 18 februari | 21:00       | 06:00 | Slowakije | 2 – 1 (np) (0-1,1-0,0-0,0-0) | Rusland   |
| 19 februari | 12:00       | 21:00 | Tsjechië  | 5 – 2 (3-0,1-2,1-0)          | Letland   |
| 20 februari | 16:30       | 01:30 | Letland   | 0 – 6 (0-3,0-2,0-1)          | Slowakije |
| 21 februari | 16:30       | 01:30 | Rusland   | 4 – 2 (1-1,1-0,2-1)          | Tsjechië  |

| Groep B |           |             |             |             |             |             |            |            |            |        |
| #       | Land      | Wedstrijden | Wedstrijden | Wedstrijden | Wedstrijden | Wedstrijden | Doelpunten | Doelpunten | Doelpunten | Punten |
| #       | Land      | G           | W           | OTW         | OTV         | V           | V          | T          | Saldo      | Punten |
| 1       | Rusland   | 3           | 2           | 0           | 1           | 0           | 13         | 6          | +7         | 7      |
| 2       | Tsjechië  | 3           | 2           | 0           | 0           | 1           | 10         | 7          | +3         | 6      |
| 3       | Slowakije | 3           | 1           | 1           | 0           | 1           | 9          | 4          | +5         | 5      |
| 4       | Letland   | 3           | 0           | 0           | 0           | 3           | 4          | 19         | −15        | 0      |

#### Groep C
| Datum       | Lokale tijd | MET   | Land        | Score               | Land        |
| ----------- | ----------- | ----- | ----------- | ------------------- | ----------- |
| 17 februari | 16:30       | 01:30 | Zweden      | 2 – 0 (0-0,2-0,0-0) | Duitsland   |
| 17 februari | 21:00       | 06:00 | Finland     | 5 – 1 (2-0,1-1,2-0) | Wit-Rusland |
| 19 februari | 16:30       | 01:30 | Wit-Rusland | 2 – 4 (0-2,1-1,1-1) | Zweden      |
| 19 februari | 21:00       | 06:00 | Finland     | 5 – 0 (1-0,2-0,2-0) | Duitsland   |
| 20 februari | 21:00       | 06:00 | Duitsland   | 3 – 5 (1-1,0-1,2-3) | Wit-Rusland |
| 21 februari | 21:00       | 06:00 | Zweden      | 3 – 0 (1-0,2-0,0-0) | Finland     |

| Groep C |             |             |             |             |             |             |            |            |            |        |
| #       | Land        | Wedstrijden | Wedstrijden | Wedstrijden | Wedstrijden | Wedstrijden | Doelpunten | Doelpunten | Doelpunten | Punten |
| #       | Land        | G           | W           | OTW         | OTV         | V           | V          | T          | Saldo      | Punten |
| 1       | Zweden      | 3           | 3           | 0           | 0           | 0           | 9          | 2          | +7         | 9      |
| 2       | Finland     | 3           | 2           | 0           | 0           | 1           | 10         | 4          | +6         | 6      |
| 3       | Wit-Rusland | 3           | 1           | 0           | 0           | 2           | 8          | 12         | −4         | 3      |
| 4       | Duitsland   | 3           | 0           | 0           | 0           | 3           | 3          | 12         | −9         | 0      |

### Kwalificatieronde
Na de voorronde werden alle teams geplaatst van D1 t/m D12. De plaatsing vond plaats op (in volgorde van belangrijkheid):
1. De plaats in de groep (#)
2. De meeste punten (PNT)
3. De beste doelsaldo (SLD)
4. De meeste doelpunten gemaakt (VOOR)
5. De hoogste ranking op de IIHF wereldranglijst 2009 (RNK)

| Overall |                  |     |   |     |     |      |     |
|         | Land             | WED | # | PNT | SLD | VOOR | RNK |
| D1      | Verenigde Staten | 3   | 1 | 9   | +9  | 14   | 5   |
| D2      | Zweden           | 3   | 1 | 9   | +7  | 9    | 3   |
| D3      | Rusland          | 3   | 1 | 7   | +7  | 13   | 1   |
| D4      | Finland          | 3   | 2 | 6   | +6  | 10   | 4   |
| D5      | Tsjechië         | 3   | 2 | 6   | +3  | 10   | 6   |
| D6      | Canada           | 3   | 2 | 5   | +7  | 14   | 2   |
| D7      | Slowakije        | 3   | 3 | 5   | +5  | 9    | 9   |
| D8      | Zwitserland      | 3   | 3 | 3   | −2  | 8    | 7   |
| D9      | Wit-Rusland      | 3   | 3 | 3   | −4  | 8    | 8   |
| D10     | Noorwegen        | 3   | 4 | 1   | −14 | 5    | 11  |
| D11     | Duitsland        | 3   | 4 | 0   | −9  | 3    | 12  |
| D12     | Letland          | 3   | 4 | 0   | −15 | 4    | 10  |

D1 t/m D4 waren rechtstreeks geplaatst voor de kwartfinales, D5 t/m D12 speelden een extra kwalificatieronde, waarvan de winnaars zich ook voor de kwartfinales plaatsten, terwijl de verliezers gerangschikt werden op plaatsen 9 t/m 12 aan de hand van de voorronde resultaten.
| Datum       | Lokale tijd | MET   | Land        | Score                        | Land        |
| ----------- | ----------- | ----- | ----------- | ---------------------------- | ----------- |
| 23 februari | 12:00       | 21:00 | Zwitserland | 3 – 2 (np) (1-1,1-1,0-0,0-0) | Wit-Rusland |
| 23 februari | 16:30       | 01:30 | Canada      | 8 – 2 (1-0,3-1,4-1)          | Duitsland   |
| 23 februari | 19:00       | 04:00 | Tsjechië    | 3 – 2 (nv) (2-0,0-0,0-2,1-0) | Letland     |
| 23 februari | 21:00       | 06:00 | Slowakije   | 4 – 3 (3-1,0-2,1-0)          | Noorwegen   |

### Kwartfinales
De winnaars plaatsten zich voor de halve finales, de verliezers werden gerangschikt op plaatsen 5 t/m 8 aan de hand van de voorronde resultaten.
| Datum       | Lokale tijd | MET   | Land             | Score               | Land        |
| ----------- | ----------- | ----- | ---------------- | ------------------- | ----------- |
| 24 februari | 12:00       | 21:00 | Verenigde Staten | 2 - 0 (0-0,0-0,2-0) | Zwitserland |
| 24 februari | 16:30       | 01:30 | Rusland          | 3 - 7 (1-4,2-3,0-0) | Canada      |
| 24 februari | 19:00       | 04:00 | Finland          | 2 - 0 (0-0,0-0,2-0) | Tsjechië    |
| 24 februari | 21:00       | 06:00 | Zweden           | 3 - 4 (0-0,2-3,1-1) | Slowakije   |

### Halve finales
| Datum       | Lokale tijd | MET   | Land             | Score               | Land      |
| ----------- | ----------- | ----- | ---------------- | ------------------- | --------- |
| 26 februari | 12:00       | 21:00 | Verenigde Staten | 6 - 1 (6-0,0-0,0-1) | Finland   |
| 26 februari | 18:30       | 03:30 | Canada           | 3 - 2 (2-0,1-0,0-2) | Slowakije |

### Bronzen finale
| Datum       | Lokale tijd | MET   | Land    | Score               | Land      |
| ----------- | ----------- | ----- | ------- | ------------------- | --------- |
| 27 februari | 19:00       | 04:00 | Finland | 5 – 3 (1-0,0-3,4-0) | Slowakije |

### Finale
| Datum       | Lokale tijd | MET   | Land             | Score                        | Land   |
| ----------- | ----------- | ----- | ---------------- | ---------------------------- | ------ |
| 28 februari | 12:15       | 21:15 | Verenigde Staten | 2 – 3 (nv) (0-1,1-1,1-0,0-1) | Canada |

## Vrouwen

### Voorronde

#### Groep A
| Datum       | Lokale tijd | MET   | Land        | Score                | Land        |
| ----------- | ----------- | ----- | ----------- | -------------------- | ----------- |
| 13 februari | 12:00       | 21:00 | Zweden      | 3 – 0 (1-0,1-0,1-0)  | Zwitserland |
| 13 februari | 17:00       | 02:00 | Canada      | 18 – 0 (7-0,6-0,5-0) | Slowakije   |
| 15 februari | 14:30       | 23:30 | Zwitserland | 1 – 10 (0-2,1-3,0-5) | Canada      |
| 15 februari | 19:00       | 04:00 | Zweden      | 6 – 2 (3-2,1-0,2-0)  | Slowakije   |
| 17 februari | 14:30       | 23:30 | Canada      | 13 – 1 (5-0,7-0,1-1) | Zweden      |
| 17 februari | 19:00       | 04:00 | Slowakije   | 2 – 5 (1-0,0-1,1-4)  | Zwitserland |

| Groep A |             |             |             |             |             |             |            |            |            |        |
| #       | Land        | Wedstrijden | Wedstrijden | Wedstrijden | Wedstrijden | Wedstrijden | Doelpunten | Doelpunten | Doelpunten | Punten |
| #       | Land        | G           | W           | OTW         | OTV         | V           | V          | T          | Saldo      | Punten |
| 1       | Canada      | 3           | 3           | 0           | 0           | 0           | 41         | 2          | +39        | 9      |
| 2       | Zweden      | 3           | 2           | 0           | 0           | 1           | 10         | 15         | −5         | 6      |
| 3       | Zwitserland | 3           | 1           | 0           | 0           | 2           | 6          | 15         | −9         | 3      |
| 4       | Slowakije   | 3           | 0           | 0           | 0           | 3           | 4          | 29         | −25        | 0      |

#### Groep B
| Datum       | Lokale tijd | MET   | Land             | Score                | Land             |
| ----------- | ----------- | ----- | ---------------- | -------------------- | ---------------- |
| 14 februari | 12:00       | 21:00 | Verenigde Staten | 12 – 1 (5-0,3-0,4-1) | China            |
| 14 februari | 16:30       | 01:30 | Finland          | 5 – 1 (1-1,2-0,2-0)  | Rusland          |
| 16 februari | 14:30       | 23:30 | Rusland          | 0 – 13 (0-5,0-7,0-1) | Verenigde Staten |
| 16 februari | 19:00       | 04:00 | Finland          | 2 – 1 (0-1,2-0,0-0)  | China            |
| 18 februari | 14:30       | 23:30 | Verenigde Staten | 6 – 0 (4-0,1-0,1-0)  | Finland          |
| 18 februari | 19:00       | 04:00 | China            | 1 – 2 (0-0,1-2,0-0)  | Rusland          |

| Groep B |                  |             |             |             |             |             |            |            |            |        |
| #       | Land             | Wedstrijden | Wedstrijden | Wedstrijden | Wedstrijden | Wedstrijden | Doelpunten | Doelpunten | Doelpunten | Punten |
| #       | Land             | G           | W           | OTW         | OTV         | V           | V          | T          | Saldo      | Punten |
| 1       | Verenigde Staten | 3           | 2           | 0           | 0           | 0           | 31         | 1          | +30        | 9      |
| 2       | Finland          | 3           | 2           | 0           | 0           | 1           | 7          | 8          | −1         | 6      |
| 3       | Rusland          | 3           | 1           | 0           | 0           | 2           | 3          | 19         | −16        | 3      |
| 4       | China            | 3           | 0           | 0           | 0           | 3           | 3          | 16         | −13        | 0      |

### Plaatsingswedstrijden

#### 5e-8e plaats
| Datum       | Lokale tijd | MET   | Land        | Score               | Land      |
| ----------- | ----------- | ----- | ----------- | ------------------- | --------- |
| 20 februari | 14:30       | 23:30 | Zwitserland | 6 – 0 (2-0,2-0,2-0) | China     |
| 20 februari | 19:00       | 04:00 | Rusland     | 4 – 2 (2-0,1-1,1-1) | Slowakije |

#### 7e-8e plaats
| Datum       | Lokale tijd | MET   | Land  | Score               | Land      |
| ----------- | ----------- | ----- | ----- | ------------------- | --------- |
| 22 februari | 14:00       | 23:00 | China | 3 – 1 (1-0,0-1,2-0) | Slowakije |

#### 5e-6e plaats
| Datum       | Lokale tijd | MET   | Land        | Score                        | Land    |
| ----------- | ----------- | ----- | ----------- | ---------------------------- | ------- |
| 22 februari | 19:00       | 04:00 | Zwitserland | 2 – 1 (np) (1-0,0-1,0-0,0-0) | Rusland |

### Halve finales
| Datum       | Lokale tijd | MET   | Land             | Score               | Land    |
| ----------- | ----------- | ----- | ---------------- | ------------------- | ------- |
| 22 februari | 12:00       | 21:00 | Verenigde Staten | 9 - 1 (2-0,3-1,4-0) | Zweden  |
| 22 februari | 17:00       | 02:00 | Canada           | 5 - 0 (2-0,1-0,2-0) | Finland |

### Bronzen finale
| Datum       | Lokale tijd | MET   | Land    | Score                        | Land   |
| ----------- | ----------- | ----- | ------- | ---------------------------- | ------ |
| 25 februari | 11:00       | 20:00 | Finland | 3 – 2 (nv) (0-0,1-2,1-0,1-0) | Zweden |

### Finale
| Datum       | Lokale tijd | MET   | Land   | Score               | Land             |
| ----------- | ----------- | ----- | ------ | ------------------- | ---------------- |
| 25 februari | 15:30       | 00:30 | Canada | 2 – 0 (2-0,0-0,0-0) | Verenigde Staten |

## Medailleklassement
| Plaats | Land             | NOC    | Goud | Zilver | Brons | Totaal |
| ------ | ---------------- | ------ | ---- | ------ | ----- | ------ |
| 1      | Canada           | CAN    | 2    | 0      | 0     | 2      |
| 2      | Verenigde Staten | USA    | 0    | 2      | 0     | 2      |
| 3      | Finland          | FIN    | 0    | 0      | 2     | 2      |
| Totaal | Totaal           | Totaal | 2    | 2      | 2     | 6      |

Antwerpen 1920 · 
Chamonix 1924 · 
St. Moritz 1928 · 
Lake Placid 1932 · 
Garmisch-Partenkirchen 1936 · 
St. Moritz 1948 · 
Oslo 1952 · 
Cortina d'Ampezzo 1956 · 
Squaw Valley 1960 · 
Innsbruck 1964 · 
Grenoble 1968 · 
Sapporo 1972 · 
Innsbruck 1976 · 
Lake Placid 1980 · 
Sarajevo 1984 · 
Calgary 1988 · 
Albertville 1992 · 
Lillehammer 1994 · 
Nagano 1998 · 
Salt Lake City 2002 · 
Turijn 2006 · 
Vancouver 2010 · 
Sotsji 2014 · 
Pyeongchang 2018 · 
Peking 2022

Lijst van olympische medaillewinnaars
Alpineskiën · Biatlon · Bobsleeën · Curling · Freestyleskiën · Kunstrijden · Langlaufen · Noordse combinatie · Rodelen · Schaatsen · Schansspringen · Shorttrack · Skeleton · Snowboarden · IJshockey